# Bernard Binlin Dadié

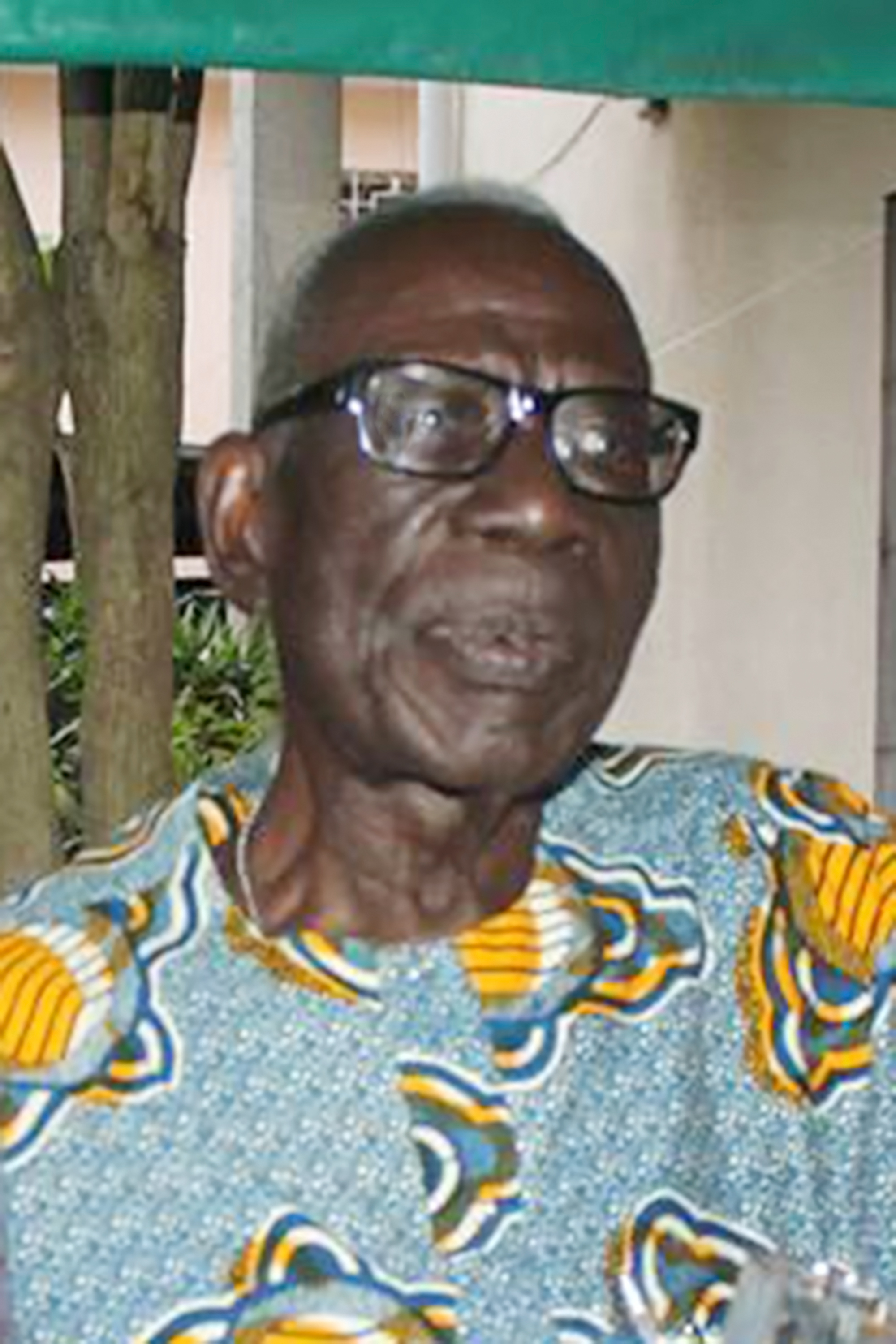
Bernard Binlin Dadié, 2018

Bernard Binlin Dadié (* 10. Januar 1916 in Assinie; † 9. März 2019 in Abidjan) war ein französischsprachiger Schriftsteller, Kulturschaffender und Politiker aus der Elfenbeinküste.

## Leben und Werk
Bernard Binlin Dadié besuchte die École normale William Ponty. Von 1936 bis 1947 war er Verwaltungsangestellter beim Institut français d’Afrique noire, einem Kulturinstitut in Dakar. Danach kehrte er in die Elfenbeinküste zurück, war Teilnehmer des Unabhängigkeitskampfes und verbrachte einige Zeit im Gefängnis. Nach der Unabhängigkeit wurde er Direktor der Kunsthochschule von Abidjan und begann seine politische Karriere.
In seinen Werken verband er die traditionelle Form afrikanischer Märchen und Legenden mit zeitgenössischen Themen. Er schrieb Theaterstücke, Chroniken, Romane, Erzählungen, Lyrik und sammelte Märchen.
Zweimal wurde er mit dem Grand Prix littéraire de l’Afrique noire der Vereinigung französischsprachiger Schriftsteller ausgezeichnet. Eines seiner Gedichte (Dry Your Tears, Africa) nutzte John Williams bei der Komposition der Filmmusik für den Film Amistad.
Dadié war der Bruder der ivorischen Politikerin Hortense Aka-Anghui.

## Werke
- Afrique debout (1950, Gedichte)
- Légendes africaines (1954, afrikanische Legenden)
- Le pagne noir (1955, afrikanische Märchen)
- Climbié (1956, autobiografischer Roman)
- La Ronde des jours (1956, Gedichte)
- Un Nègre à Paris (1959, Roman)
- Patron de New York (1964)
- La ville où nul ne meurt (1969, Roman)
- Monsieur Thogo-Guini (1970, Drama)

in deutscher Übersetzung:
- Das Krokodil und der Königsfischer. Afrikanische Märchen und Sagen. Illustriert von Irmhild und Hilmar Proft. Aus dem Französischen von Klaus Möckel. Berlin: Verlag Volk und Welt 1975.